# Jonne (Mazovie)
Jonne (prononciation : [ˈjɔnnɛ]) est un village polonais de la gmina de Lutocin dans le powiat de Żuromin de la voïvodie de Mazovie dans le centre-est de la Pologne.
Il se situe à environ 5 kilomètres au sud-est de Lutocin (siège de la gmina), 15 kilomètres au sud-ouest de Żuromin (siège du powiat) et à 115 kilomètres au nord-ouest de Varsovie (capitale de la Pologne).

## Histoire
De 1975 à 1998, le village appartenait administrativement à la voïvodie de Ciechanów.